# Mariana Rios
Mariana Rios Botelho (Araxá, 4 de julho de 1985) é uma atriz, apresentadora, escritora e cantora brasileira. Em seu primeiro papel de destaque, interpretou Yasmin na décima quinta temporada de Malhação. Em 2023, foi apresentadora do reality show A Grande Conquista.

## Biografia
Nasceu em Araxá e, após alguns anos, se mudou para Uberaba, onde passou a fazer shows com bandas em bares. Começou a cantar aos sete anos. Participou de festivais de músicas e foi contratada por um estúdio para cantar em inglês. Aos 18 anos, foi para o Rio de Janeiro, onde se formou pela casa de arte das Laranjeiras. Participou de dois musicais com Oswaldo Montenegro: Tipos e Aldeia dos ventos. Também esteve na banda Lois Lane.

## Carreira

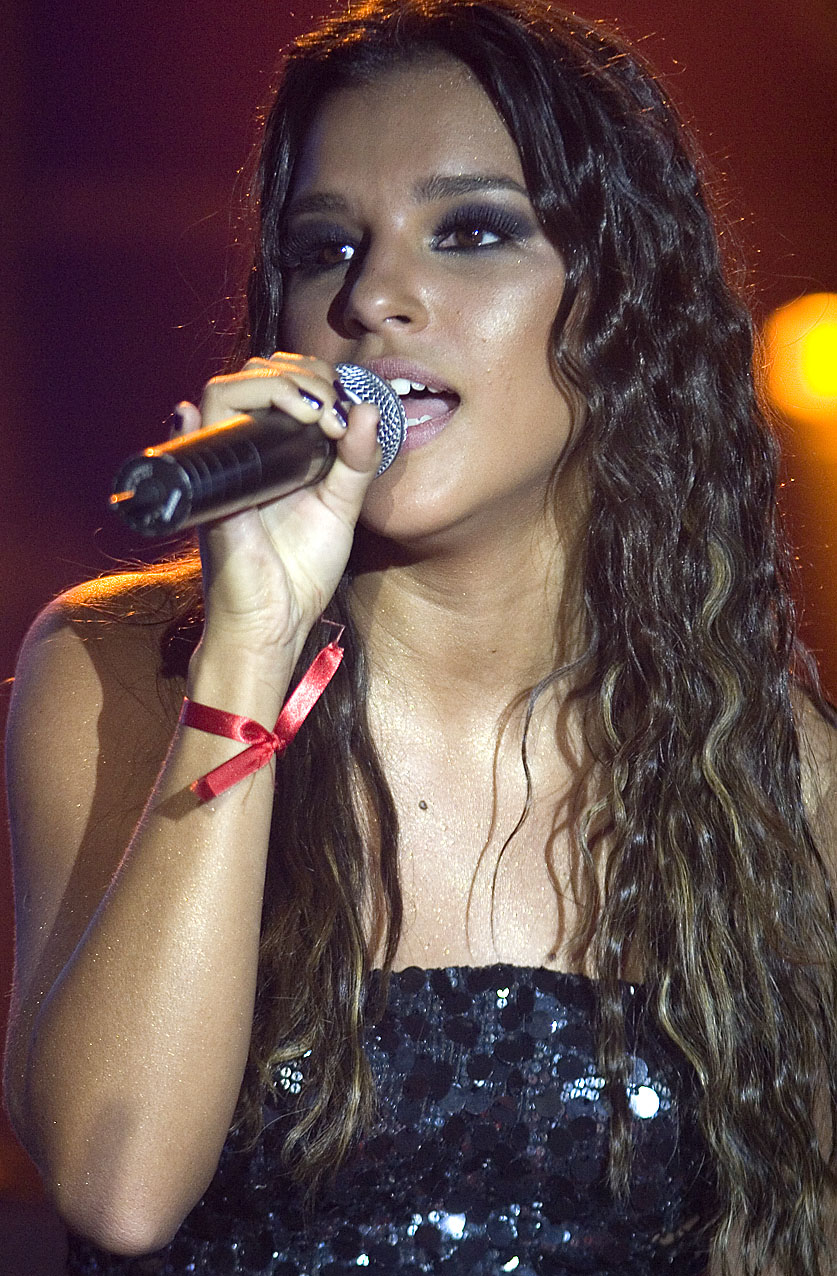
Rios ao vivo no Canecão (2009)

Em 2008 atuou no filme de Produção Independente, A Saga da Alma de um Poeta, no mesmo ano entrou no seriado Malhação como Yasmin, uma menina que tem os pais ausentes e que tentam compensar isso com presentes caros. Mariana pôde usar também seu talento de cantora quando foi criado o grupo Faniquito. Com o sucesso de Yasmin, Mariana foi capa da edição de agosto de 2008 da revista Capricho. A atriz foi vencedora dos prêmios Melhores do Ano 2008 do programa Domingão do Faustão, na categoria de Atriz Revelação. Melhor Atriz Nacional, pela Capricho Awards e o Prêmio Jovem Brasileiro de Melhor Atriz. No mesmo ano, Mariana Rios também foi indicada pelo Prêmio Extra de TV na categoria Revelação Feminina. Ainda em Malhação, interpretou, Blue Spencer foi a segunda personagem da Mariana Rios, e a única lhe proporcionou contracenar com ela mesma. Blue Spencer é uma pop-star internacional que vem para o Brasil fazer alguns shows. Em setembro de 2009, lançou seu primeiro álbum, o homônimo Mariana Rios, pela Som Livre. O álbum, de onde foram retirados os singles "Insônia" e "Branco Preto", vendeu ao todo 35 mil cópias. Após o lançamento, porém, Mariana anunciou seu desligamento da gravadora e um hiato da carreira de cantora, focando apenas na carreira de atriz e, ocasionalmente, apenas participações especiais em discos de outros artistas.
Em 2010 gravou participação no DVD de 25 anos do Exaltasamba, "Viver Sem Ti", a qual foi lançada como single oficial e atingiu a primeira posição nas rádios brasileiras pela Billboard Brasil. No mesmo ano interpretou a vilã Nancy em Araguaia, trama indicada ao Emmy Internacional em 2011. Por sua atuação nessa novela, a atriz foi indicada ao Prêmio Contigo! de TV na categoria Melhor Atriz Coadjuvante. No mesmo ano, gravou o filme "Não Se Preocupe Nada Vai Dar Certo", onde deu vida a personagem Rosa, uma vendedora de camarão do Ceará. Em 2012, Na versão brasileira de "O Lorax: Em Busca da Trúfula Perdida" deu através de sua voz, vida a personagem Audrey. E cantou uma das músicas de maior sucesso do telefilme, "Vai Crescer". Nas madrugas da Globo, Mariana apresentou ao vivo o Festival de Música SWU. No mesmo ano, interpretou nos cinemas a estudante de Jornalismo, Gildinha, no filme "Totalmente Inocentes".

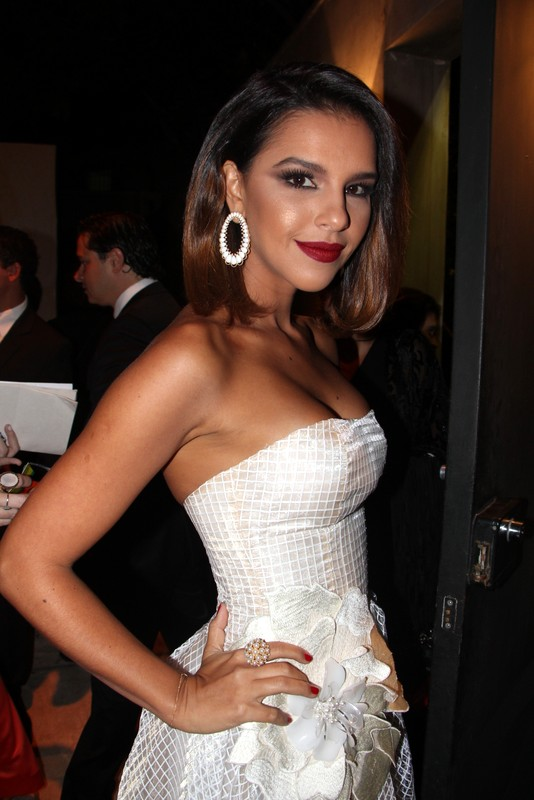
Rios (2015)

Fez sua estreia no horário nobre ao dar vida à Drika, na telenovela Salve Jorge e, recebeu a indicação no Prêmio Contigo! de TV 2012 como Melhor Atriz Coadjuvante. Em 2013 co-protagonizou Além do Horizonte como Celina, uma professora que tentava mudar as condições de onde vivia, foi indicada aos premiações; Prêmio Jovem Brasileiro, Melhor Atriz Jovem e ao Troféu Imprensa, Atriz do Ano. Em 2014 foi rainha de bateria da Mocidade Independente de Padre Miguel. Em 2014, deu vida a enigmática Dinaura no longa Órfãos do Eldorado, inspirado na obra de Milton Hatoum.  Em 2015 apresentou um quadro no programa Superbonita, do GNT, comandado por Ivete Sangalo, e permaneceu por mais uma temporada agora com o "Pergunte a Mari Rios". No mesmo ano anuncia seu retorno à música ao assinar contrato com a Midas Music, lançando em 13 de julho o single e clipe de "Reach Me". e logo após "You And I", ambos produzidas por Rick Bonadio. Neste ano [2015], Mariana voltou aos palcos do teatro, onde deu vida a Guadalupe no musical reescrito por Miguel Falabella, "Memórias de Um Gigolô", indicado ao Prêmio Jovem Brasileiro como Melhor Musical. Em 2016. Após o sucesso em duas temporadas consecutivas com quadros no Superbonita, do GNT. Mari Rios ganhou o seu próprio programa o "Se Arrume Comigo" vinculado na grade linear do canal fechado, no canal on demand das operadoras de tv a cabo e no site oficial semanalmente. Ao lado de Cássio Reis, apresentou na Band o "Miss São Paulo" e o "Miss Rio Grande do Sul". Neste ano [2016] gravou uma participação da novela das sete, Totalmente Demais, como ela mesma. E passou a integrar o time de apresentadores do The Voice Brasil, na TV Globo. Ao lado de Tiago Leifert ela encantou o público e ganhou um programa no Gshow o "The Voice Brasil Live", onde recebia convidados e repercutia os acontecimentos do programa. Em 2017, apresentou mais uma vez o The Voice Brasil, e integrou o time de participantes do novo reality da TV Globo, o "PopStar", apresentado por Fernanda Lima e Tiago Abravanel, sendo a favorita do mesmo. Em 2021, integrou o time de participantes da quarta temporada do reality show Show dos Famosos, pegando a quarta colocação do reality. 
Em 2022 voltou a se dedicar a atuação, estreou como uma das protagonistas da série De Volta aos 15 interpretando Luiza Rocha na fase adulta da personagem. Em maio do mesmo ano foi contratada pela Record TV para apresentar o reality Ilha Record, após a saída de Sabrina Sato da emissora. Em 2023, renovou o contrato com a emissora porém foi deslocada para a apresentação do reality A Grande Conquista depois de um cancelamento da Ilha Record. Em 2024, Mariana Rios deixou a apresentação da segunda temporada do reality show A Grande Conquista  alegando motivos pessoais. A jornalista Rachel Sheherazade assumiu o comando da atração. No mesmo ano, a atriz também deixou o elenco da terceira e última temporada da série De Volta aos 15, produção da Netflix, pelos mesmos motivos relacionados à reavaliação de sua carreira. Ainda em 2024, Mariana foi convidada pela Record para apresentar a versão brasileira do programa britânico Flirty Dancing, com estreia inicialmente prevista para o segundo semestre. No entanto, a atração foi engavetada devido a mudanças na grade da emissora. Em janeiro de 2025, ela chegou a ser novamente cotada para assumir o projeto, mas não firmou compromisso. Pouco depois, encerrou oficialmente seu vínculo com a Record TV.
Durante esse período, Mariana retomou com mais intensidade seu projeto Basta Sentir, voltado ao desenvolvimento pessoal e coaching. Em sua nova fase, o projeto passou a enfocar especialmente mulheres que enfrentam a jornada da maternidade de forma solitária, oferecendo um espaço de acolhimento, escuta e compreensão. A mudança de foco em sua carreira também refletiu um momento pessoal: Mariana revelou estar tentando engravidar há vários anos, passando por um longo processo de tratamento de fertilidade. A experiência motivou a transformação de Basta Sentir em uma plataforma multimídia, com o lançamento de podcasts, livros e um aplicativo de streaming exclusivo, voltado ao bem-estar emocional e à saúde mental.

## Vida pessoal
Em 2009 assumiu namoro com o cantor Di Ferrero. Em 2012 ficaram noivos durante uma viagem a Turquia, tendo o casamento planejado para 2014. Porém, em junho de 2013, o relacionamento chegou ao fim. Entre 2014 e 2016 namorou o empresário Patrick Bulus. Em 2016 assumiu namoro com o empresário Ivens Neto, com o relacionamento chegando ao fim em 2017. Entre 2017 e 2018 namorou o empresário Romulo Holsback. Em setembro de 2018, assumiu namoro com o estudante de administração Lucas Kalil Aluani, dois meses depois do namoro, ficaram noivos. No primeiro dia de julho de 2020 confirmou estar grávida, entretanto no dia onze do mesmo mês revelou ter sofrido um aborto espontâneo aos três meses de gestação.
Em 2025, aos 40 anos de idade, confirmou a gravidez do filho Palo. Fruto do relacionamento com João Luiz Diniz D’Avila. 

## Filmografia

### Televisão
| Ano     | Título             | Personagem                      | Nota                    |
| ------- | ------------------ | ------------------------------- | ----------------------- |
| 2007–09 | Malhação           | Yasmin Fontes                   |                         |
| 2010–11 | Araguaia           | Nancy Santos                    |                         |
| 2012–13 | Salve Jorge        | Adriana Sampaio Alencar (Drika) |                         |
| 2013–14 | Além do Horizonte  | Celina Machado                  |                         |
| 2015–16 | Superbonita        | Repórter                        |                         |
| 2015–18 | Se Arrume Comigo   | Apresentadora                   |                         |
| 2016–18 | The Voice Brasil   | Apresentadora                   |                         |
| 2017    | Popstar            | Participante (3º lugar)         | Temporada 1             |
| 2021    | Show dos Famosos   | Participante (4º lugar)         | Temporada 4             |
| 2022–24 | De Volta aos 15    | Luiza Rocha                     |                         |
| 2022    | Ilha Record        | Apresentadora                   |                         |
| 2022    | Família Record     | Apresentadora                   | Especial de fim de ano  |
| 2023    | A Grande Conquista | Apresentadora                   |                         |
| 2023    | Canta Comigo       | Jurada convidada                | Episódios: "14 de maio" |

### Cinema
| Ano  | Título                              | Personagem                  |
| ---- | ----------------------------------- | --------------------------- |
| 2011 | Não Se Preocupe, Nada Vai Dar Certo | Rosa                        |
| 2012 | Totalmente Inocentes                | Gildinha                    |
| 2015 | Órfãos do Eldorado                  | Claudia                     |
| 2023 | Um Ano Inesquecível - Verão         | Carrie Catherine Goldenblat |

### Dublagem
| Ano  | Título                               | Personagem     |
| ---- | ------------------------------------ | -------------- |
| 2012 | O Lorax: Em Busca da Trúfula Perdida | Audrey         |
| 2017 | My Little Pony: O Filme              | Tempest Shadow |

## Teatro
| Ano  | Título                | Personagem |
| ---- | --------------------- | ---------- |
| 2005 | Tipos                 | Katia      |
| 2006 | Aldeia dos Ventos     | Simone     |
| 2015 | Memórias de um Gigolô | Guadalupe  |

## Prêmios e indicações
| Ano  | Prêmio                    | Categoria                | Nomeação           | Resultado | Ref.   |
| ---- | ------------------------- | ------------------------ | ------------------ | --------- | ------ |
| 2008 | Melhores do UOL e PopTevê | Atriz Revelação          | Malhação           | Indicado  | [ 38 ] |
| 2008 | Prêmio Extra de Televisão | Revelação feminina       | Malhação           | Indicado  | [ 39 ] |
| 2008 | Meus Prêmios Nick         | Melhor Atriz             | Malhação           | Indicado  |        |
| 2009 | Troféu Internet           | Melhor Atriz             | Malhação           | Indicado  |        |
| 2009 | Troféu Imprensa           | Revelação do Ano         | Malhação           | Indicado  |        |
| 2009 | Capricho Awards           | Melhor atriz nacional    | Malhação           | Venceu    | [ 40 ] |
| 2009 | Melhores do Ano           | Melhor Atriz Revelação   | Malhação           | Venceu    | [ 41 ] |
| 2009 | Prêmio Contigo! de TV     | Atriz Revelação          | Malhação           | Indicado  |        |
| 2009 | Radio Music Awards Brasil | Melhor Cantora           | Ela mesma          | Venceu    | [ 42 ] |
| 2009 | Radio Music Awards Brasil | Revelação                | Ela mesma          | Venceu    | [ 42 ] |
| 2009 | Radio Music Awards Brasil | Melhor álbum             | Mariana Rios       | Venceu    | [ 42 ] |
| 2011 | Prêmio Contigo! de TV     | Melhor atriz coadjuvante | Araguaia           | Indicado  | [ 43 ] |
| 2015 | Radio Music Awards Brasil | Melhor Cantora           | Ela mesma          | Indicado  | [ 44 ] |
| 2015 | Radio Music Awards Brasil | Melhor Música            | "Reach Me"         | Venceu    | [ 44 ] |
| 2015 | Radio Music Awards Brasil | Melhor Videoclipe        | "Reach Me"         | Venceu    | [ 44 ] |
| 2015 | Radio Music Awards Brasil | Melhor Música Emocional  | "Reach Me"         | Indicado  | [ 44 ] |
| 2023 | BreakTudo Awards          | Apresentador Favorito    | A Grande Conquista | Pendente  |        |
| 2023 | Prêmio Jovem Brasileiro   | Melhor Apresentador      | A Grande Conquista | Pendente  |        |